# Блек ле Рат
Блек ле Рат (фр. Blek le Rat; настоящее имя — Ксавье Проу (фр. Xavier Prou); род. 1951/1952, Париж, Франция) — французский художник, один из первых граффитчиков Парижа, родоначальник жанра трафаретного граффити.

## Биография
Ксавье Проу родился в 1951 году в западном пригороде Парижа. Его отец был архитектором, мать — дочерью французского консула в Таиланде.
В 1971 году во время посещения Нью-Йорка Проу впервые увидел граффити в так называемом «диком стиле». По возвращении на родину он почти 10 лет вынашивал идею повторить нечто похожее в Париже. Первый рисунок Ксавье и его друга Жерара Дюма появился в октябре 1981 года на стене одного из заброшенных зданий города: приятели попытались воспроизвести увиденное в Америке, однако у них ничего не вышло. Тогда Ксавье предложил товарищу использовать трафареты, о которых знал из курса шелкографии. Так зародился новый стиль рисунков на стене — трафаретное граффити.

Знаковые для художника трафаретные изображения крыс

Первыми рисунками Проу на улицах Парижа стали изображения крыс, которых сам художник называет «единственными свободными животными в городе» и которые «распространены по всему миру так же, как и стрит-арт». Среди оказавших на него влияние художников Блек ле Рат выделял канадца Ричарда Хамблетона и англичанина Дэвида Хокни.
Старейшей из сохранившихся до наших дней работ Ксавье Проу считается изображение с картины Караваджо «Мадонна ди Лорето», которую он создал в 1991 году в Лейпциге, посвятив своей будущей жене. В связи с износом здания рисунок также был повреждён. Хозяин сооружения Макси Крецшмар при его реконструкции в 2012 году решил восстановить граффити – теперь оно зарегистрировано в списке достопримечательностей города и защищено стеклянной панелью.

## Псевдоним
Псевдоним «Блек ле Рат» происходит от названия итальянской книги комиксов «Il grande Blek», которая во французской адаптации именовалась «Blek le Roc». Последнее слово в названии было заменено анаграммой слова «art» (с фр. — «искусство») – «rat» (с фр. — «крыса»).
Изначально псевдоним был общим для Ксавье Проу и его приятеля Жерара Дюма, однако зимой 1982 года Жерар покинул дуэт, и Ксавье продолжил рисовать в одиночку.

## Влияние на культуру
Известный британский граффитчик Бэнкси признал влияние на своё творчество Блека ле Рата: «Каждый раз, когда я думаю, что нарисовал что-то хоть сколько-то оригинальное, вдруг выясняется, что Блэк ле Рат уже сделал это 20 лет назад». Оба художника выразили желание взаимного сотрудничества; в ноябре 2011 года Блек принял участие в доработке рисунка, сделанного Бэнкси в Сан-Франциско. Блек ле Рат принципиально не согласен с теми, кто заявляет, что Бэнкси копирует его работы: «Люди говорят, что он копирует меня, но я так не думаю. Я — старик, а он — ребёнок, и если я являюсь вдохновением для такого прекрасного художника, то мне это нравится. Я никогда не встречался с ним, но я вижу через его работы, что он человек умный. То, что он делает в Лондоне, похоже на рок-движение шестидесятых, только в стрит-арте».